# دیوانه، بلوچستان
دیوانه (به انگلیسی: Diwana) یک منطقهٔ مسکونی در پاکستان است. دیوانه ۲۶۷ متر بالاتر از سطح دریا واقع شده‌است.